# Оказен
Оказе́н (фр. Aucazein) — коммуна во Франции, находится в регионе Окситания. Департамент коммуны — Арьеж. Входит в состав кантона Кастийон-ан-Кузеран. Округ коммуны — Сен-Жирон.
Код INSEE коммуны — 09025.

## Население
Население коммуны на 2008 год составляло 63 человека.
| 1856 | 1946 | 1962 | 1968 | 1975 | 1982 | 1990 | 1999 | 2008 |
| ---- | ---- | ---- | ---- | ---- | ---- | ---- | ---- | ---- |
| 383  | 114  | 76   | 80   | 65   | 52   | 48   | 57   | 63   |

## Экономика
В 2007 году среди 33 человек в трудоспособном возрасте (15—64 лет) 23 были экономически активными, 10 — неактивными (показатель активности — 69,7 %, в 1999 году было 62,9 %). Из 23 активных работали 20 человек (13 мужчин и 7 женщин), безработных было 3 (0 мужчин и 3 женщины). Среди 10 неактивных 1 человек был учеником или студентом, 6 — пенсионерами, 3 были неактивными по другим причинам.

## Достопримечательности
- Руины феодального замка (в частной собственности)
- Две мельницы
- Ораторий
- Церковь Сент-Обен
- Стальной мост, построенный в 1905 году